# Skały metamorficzne

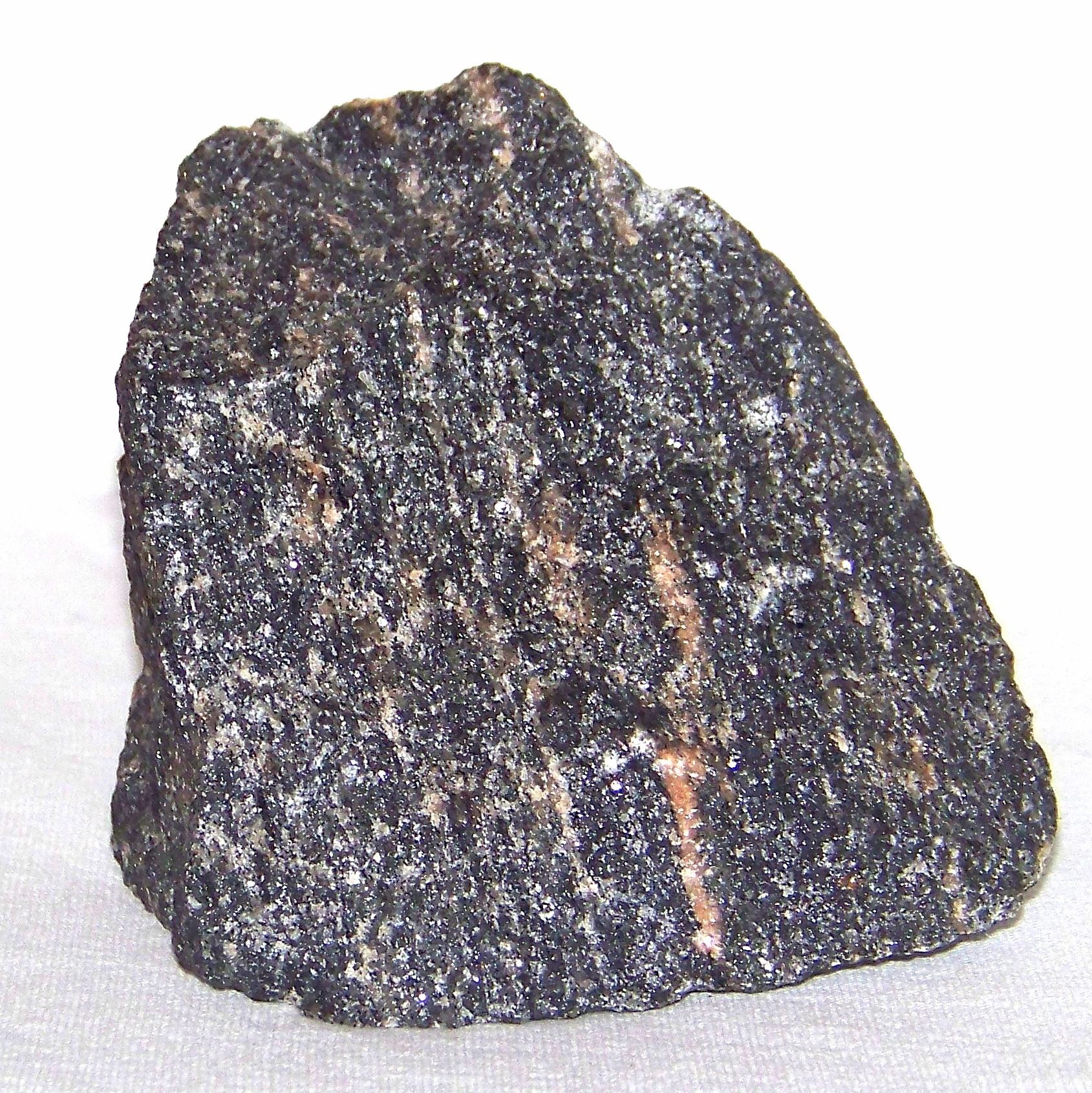
Gnejs – przykład skały metamorficznej

Skały metamorficzne (skały przeobrażone) – jeden z trzech głównych typów skał budujących skorupę ziemską, powstałe ze skał magmowych bądź osadowych (jak również niekiedy innych metamorficznych) na skutek przeobrażenia (metamorfizmu) pod wpływem wysokich temperatur (np. w pobliżu ognisk magmy) lub wysokiego ciśnienia (np. w wyniku pogrążania skał), oraz związanych z nimi procesów chemicznych. Metamorfizm powoduje zmiany składu mineralnego, czasami też chemicznego skał oraz ich struktury i tekstury.
Skałę (najczęściej magmową lub osadową) z której powstaje skała metamorficzna, nazywamy protolitem. Z danego protolitu mogą w różnych warunkach metamorficznych (tzw. facjach) powstać różne skały metamorficzne. Z drugiej strony z różnych skał wyjściowych mogą powstać takie same skały metamorficzne.

## Przykłady skał metamorficznych

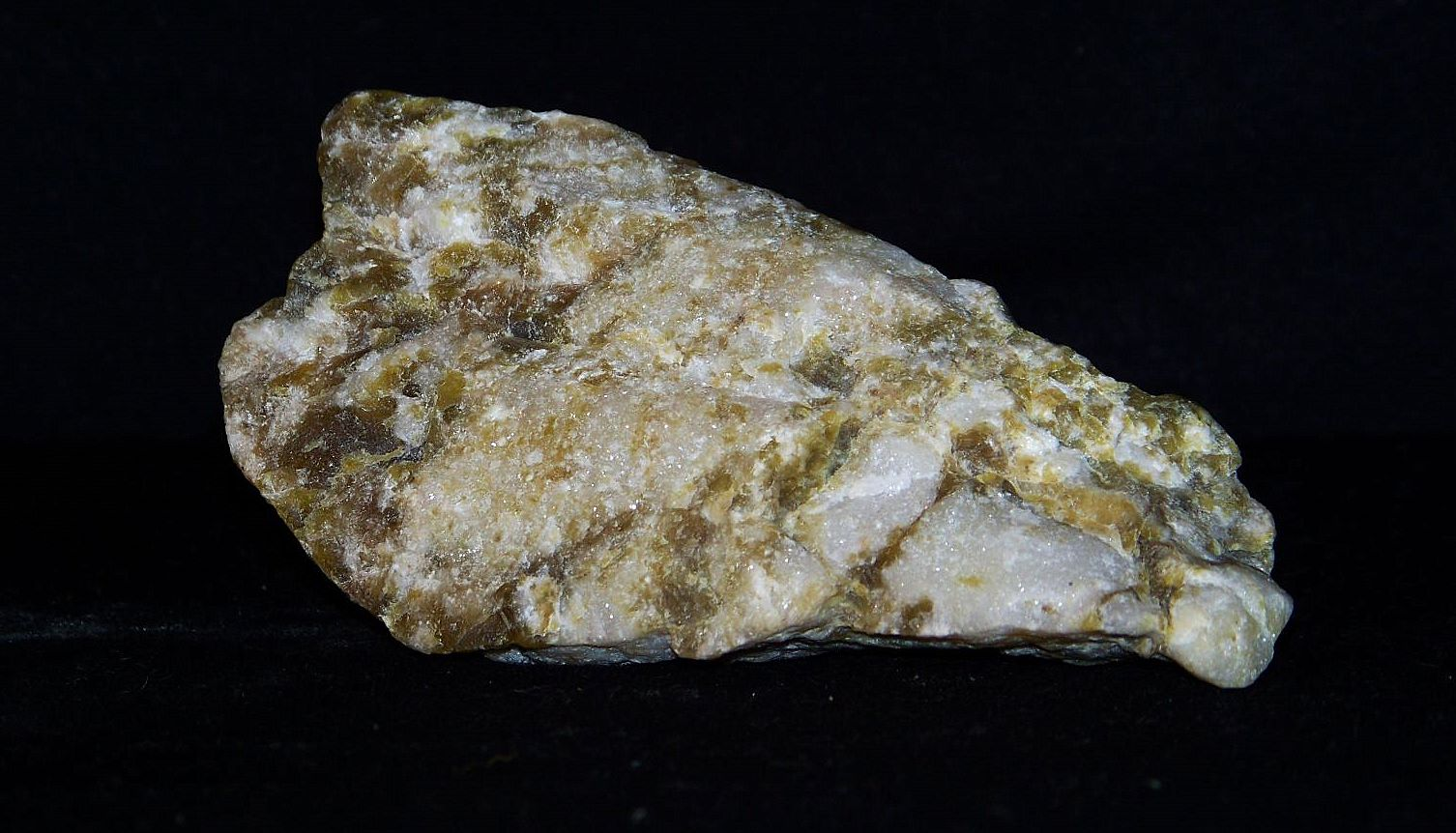
Marmur dolomitowy z lizardytem – przykład metamorfizmu regionalno-kontaktowego (mezo, katazona)
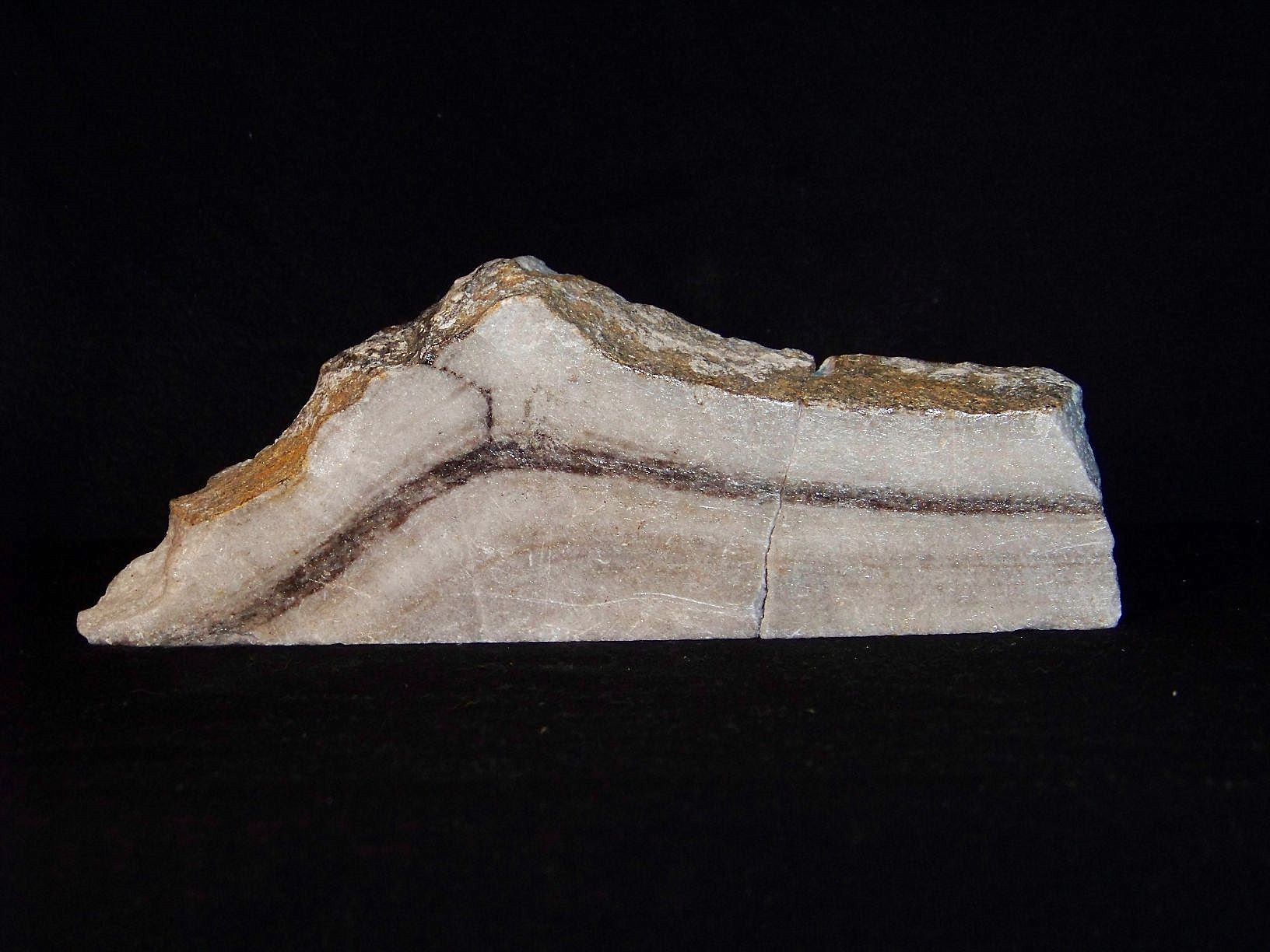
Marmur kalcytowy – przykład metamorfizmu regionalno-kontaktowego (mezo, katazona)
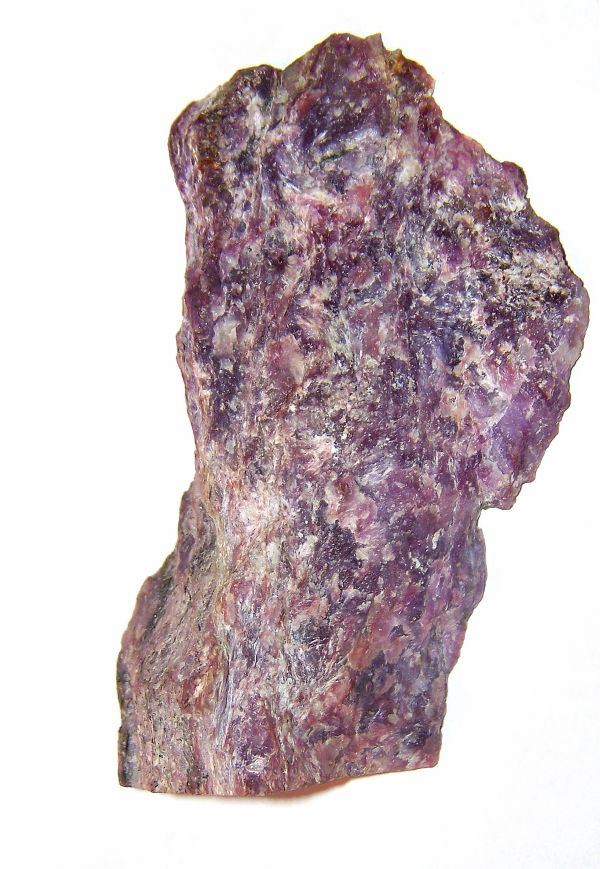
Czaroityt – przykład metamorfizmu metasomatycznego
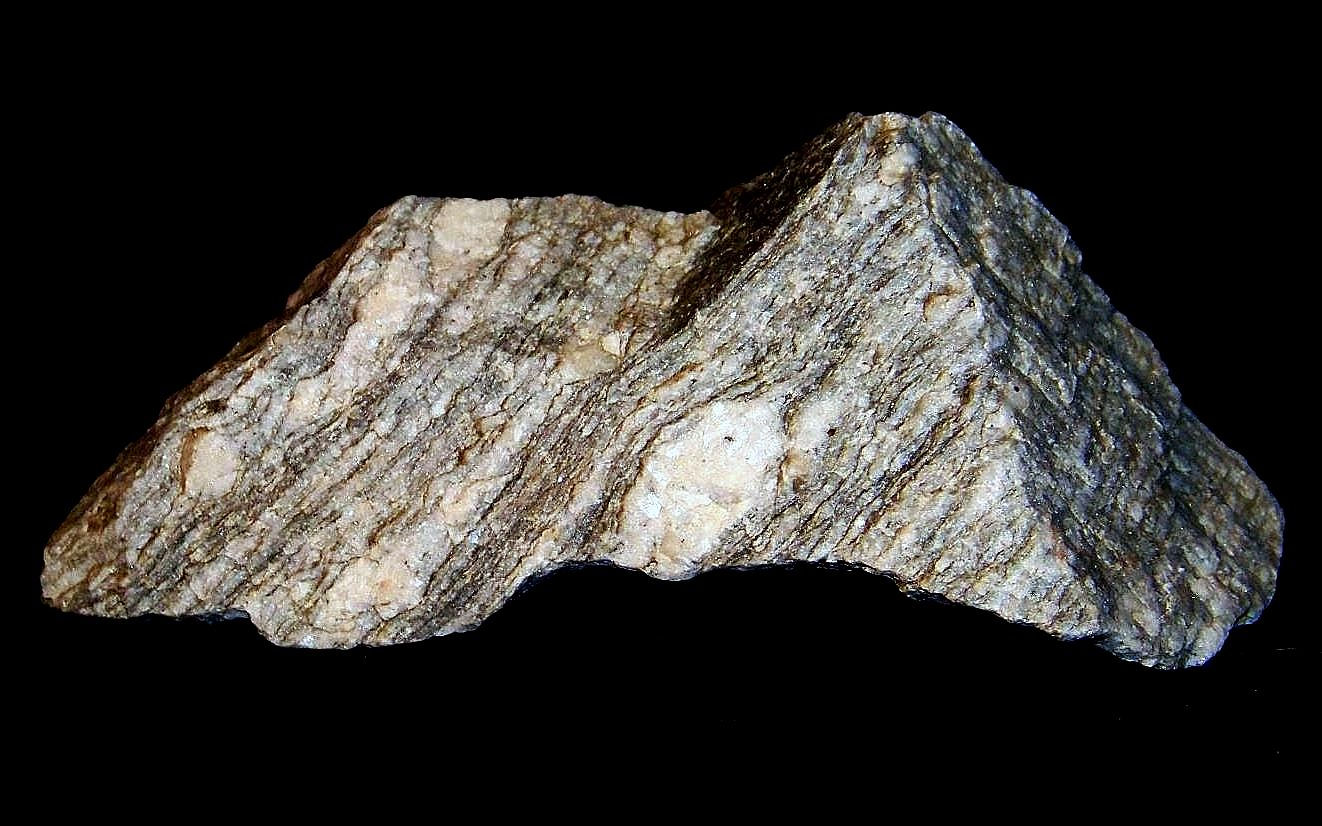
Gnejs oczkowy – przykład metamorfizmu regionalno-dyslokacyjnego (mezozona)
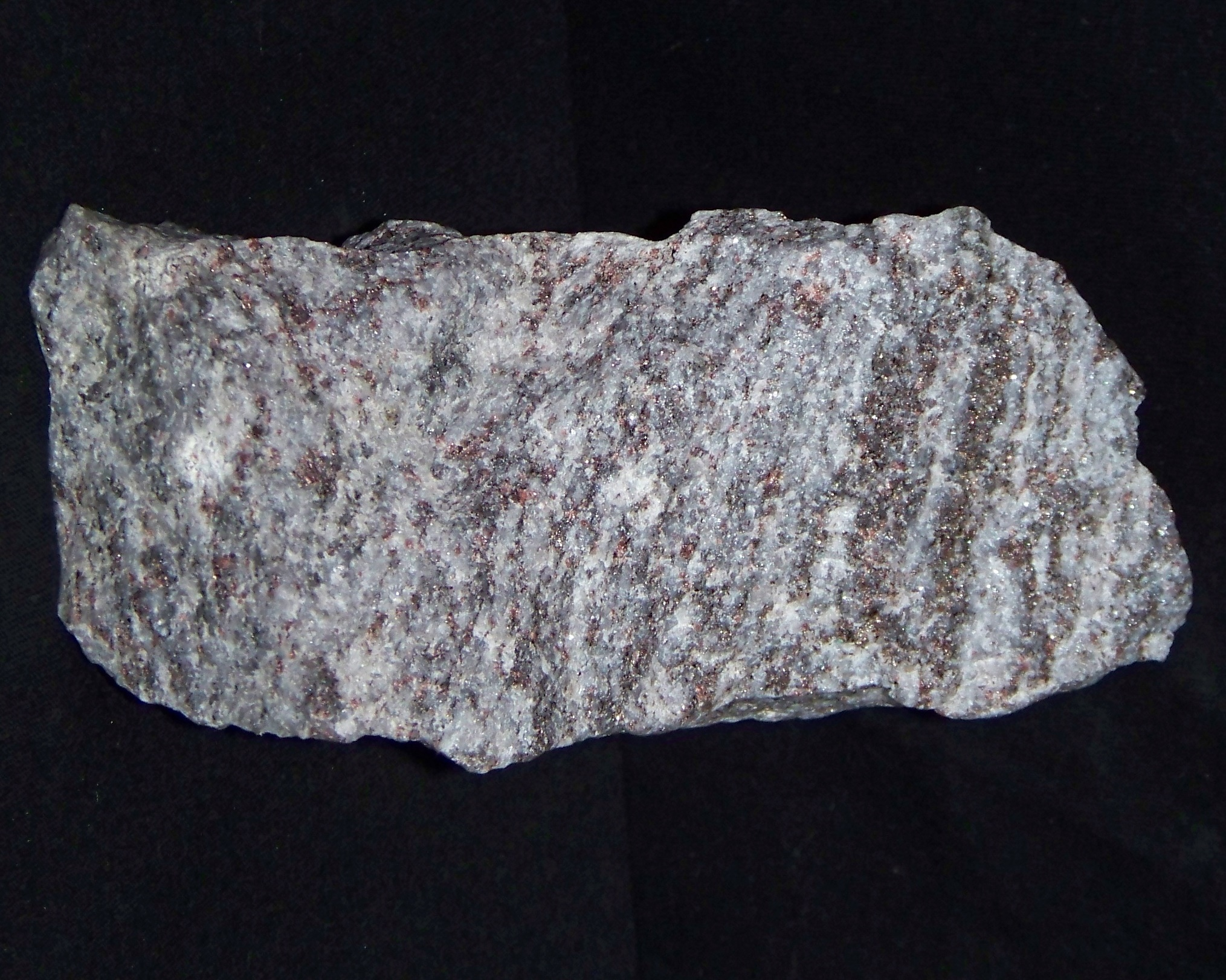
Granulit – przykład metamorfizmu regionalnego (katazona)
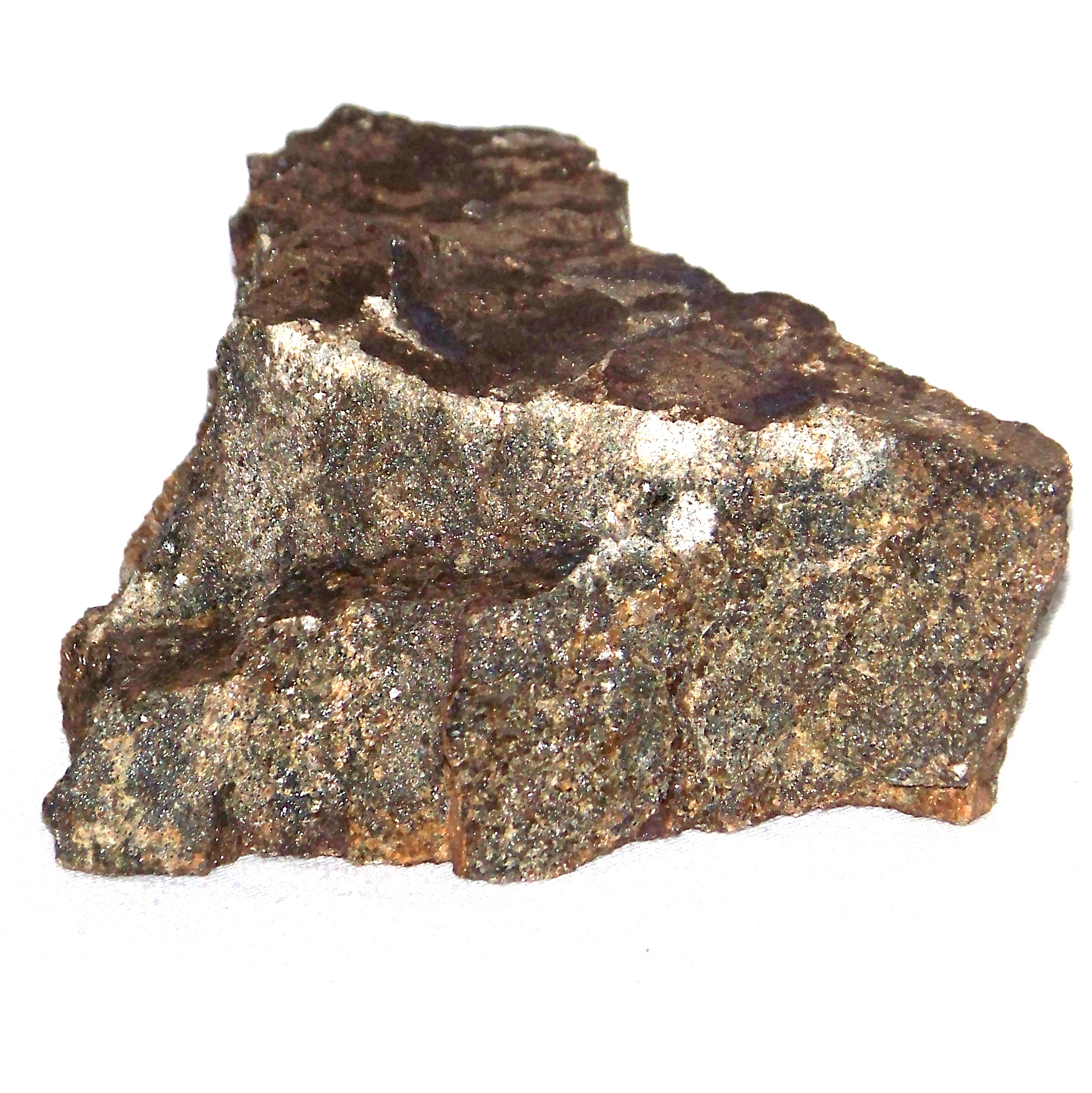
Hornfels andaluzytowo-kordierytowy – przykład metamorfizmu kontaktowego
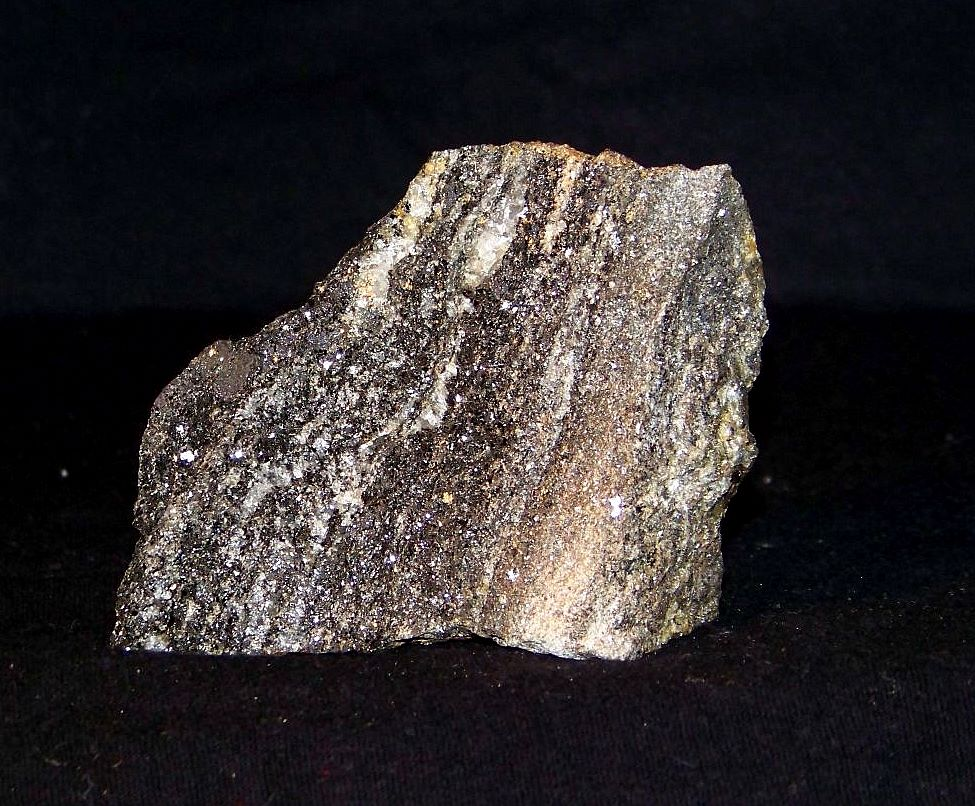
Hornfels z mineralizacja siarczkowo-kwarcową – przykład metamorfizmu kontaktowego-metasomatycznego
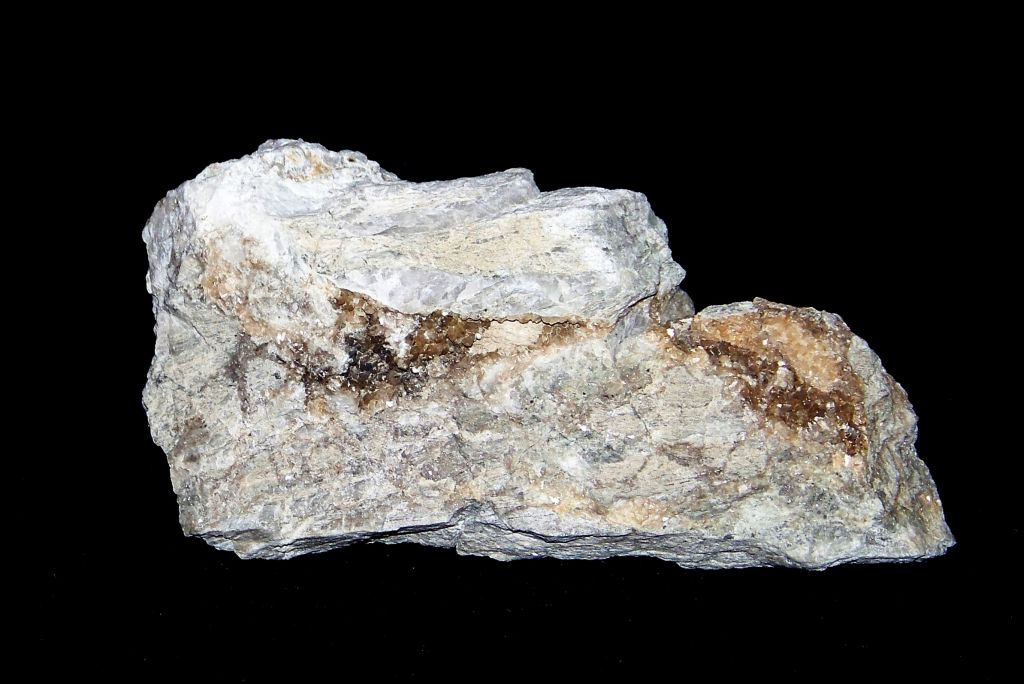
Skarn diopsydowo-stilbitowy – przykład metamorfizmu kontaktowego-metasomatycznego
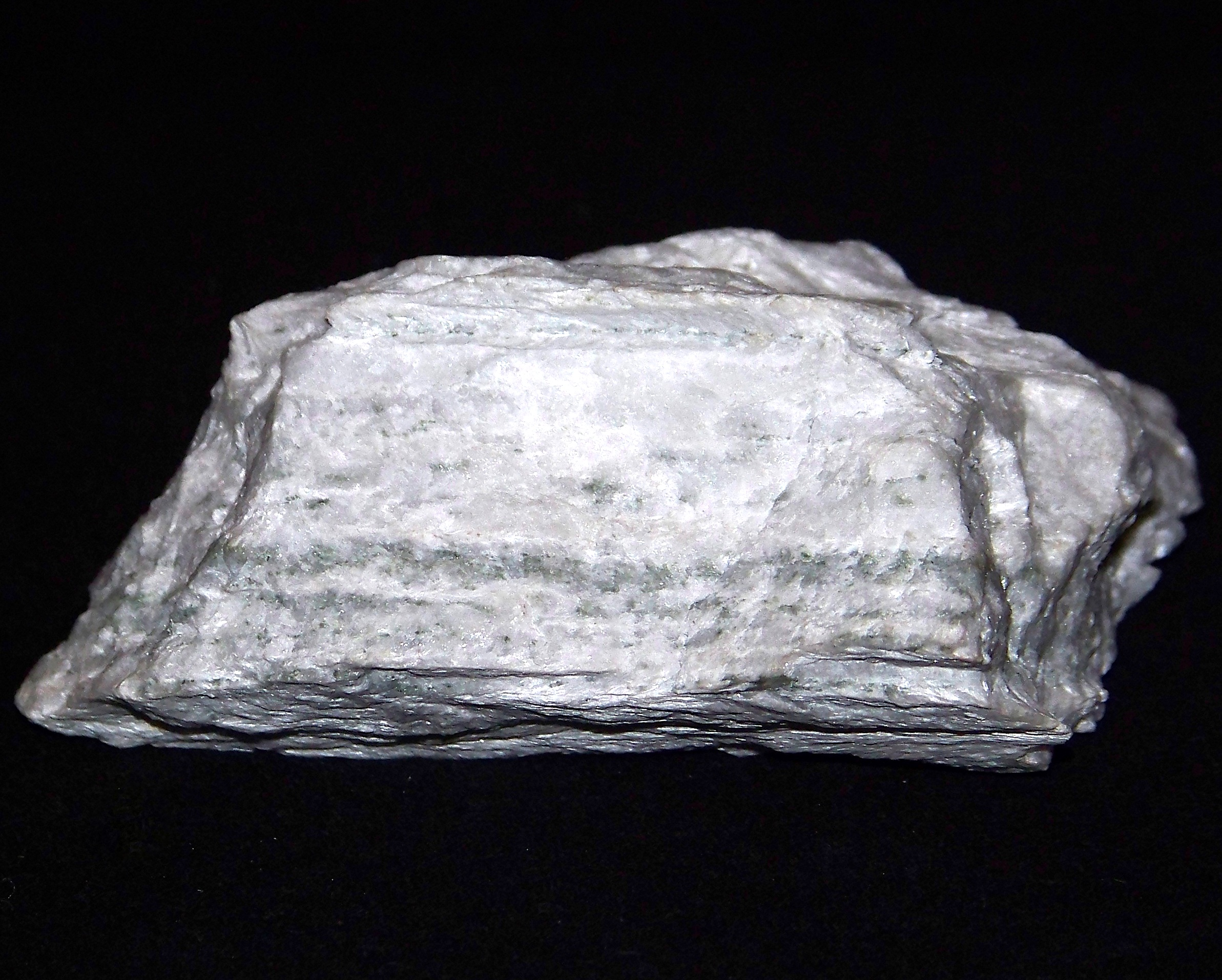
Skarn wollastonitowo-diopsydowy – przykład metamorfizmu kontaktowego-metasomatycznego
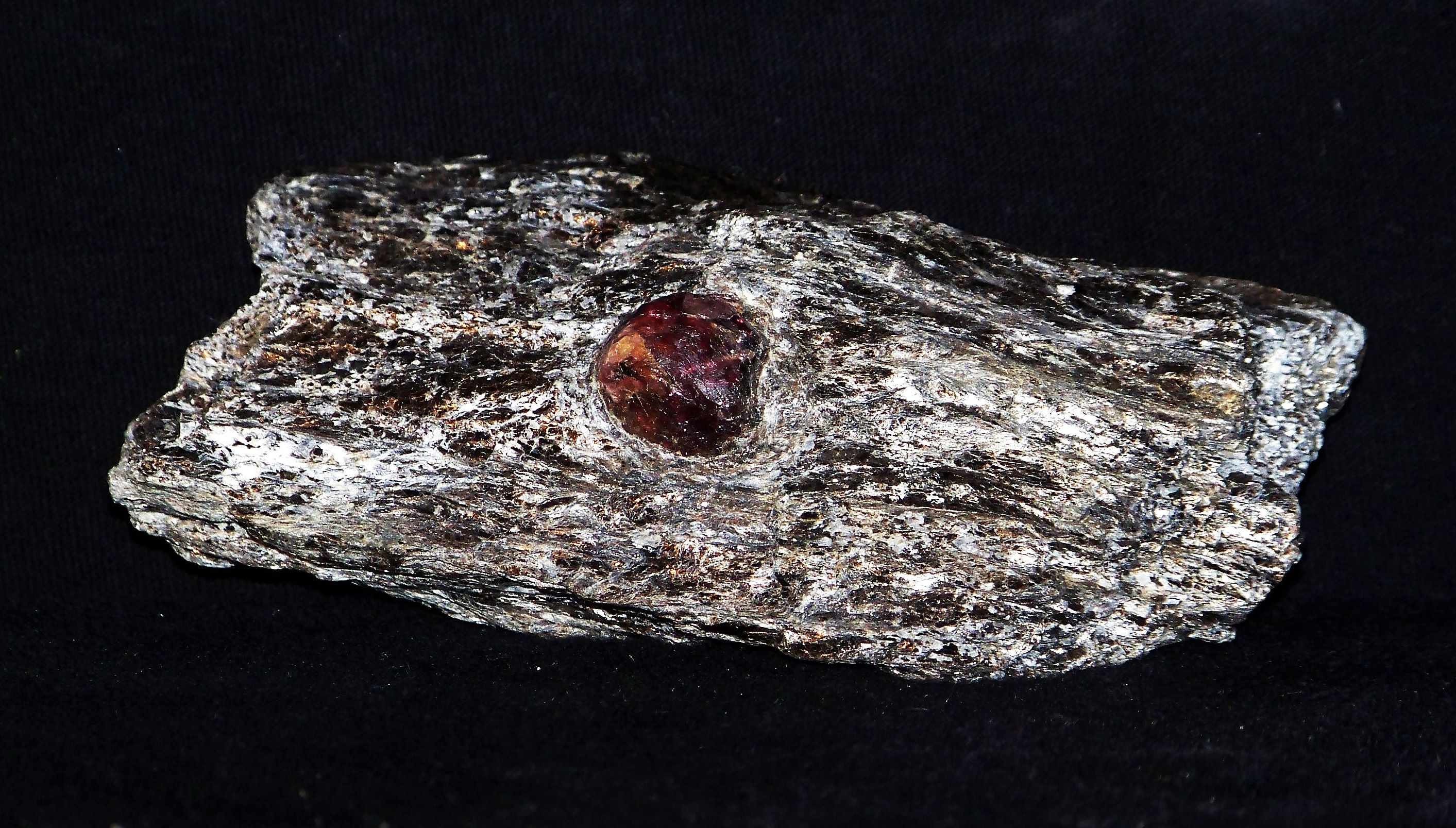
Łupek muskowitowy z almandynem – przykład metamorfizmu regionalnego (epizona)
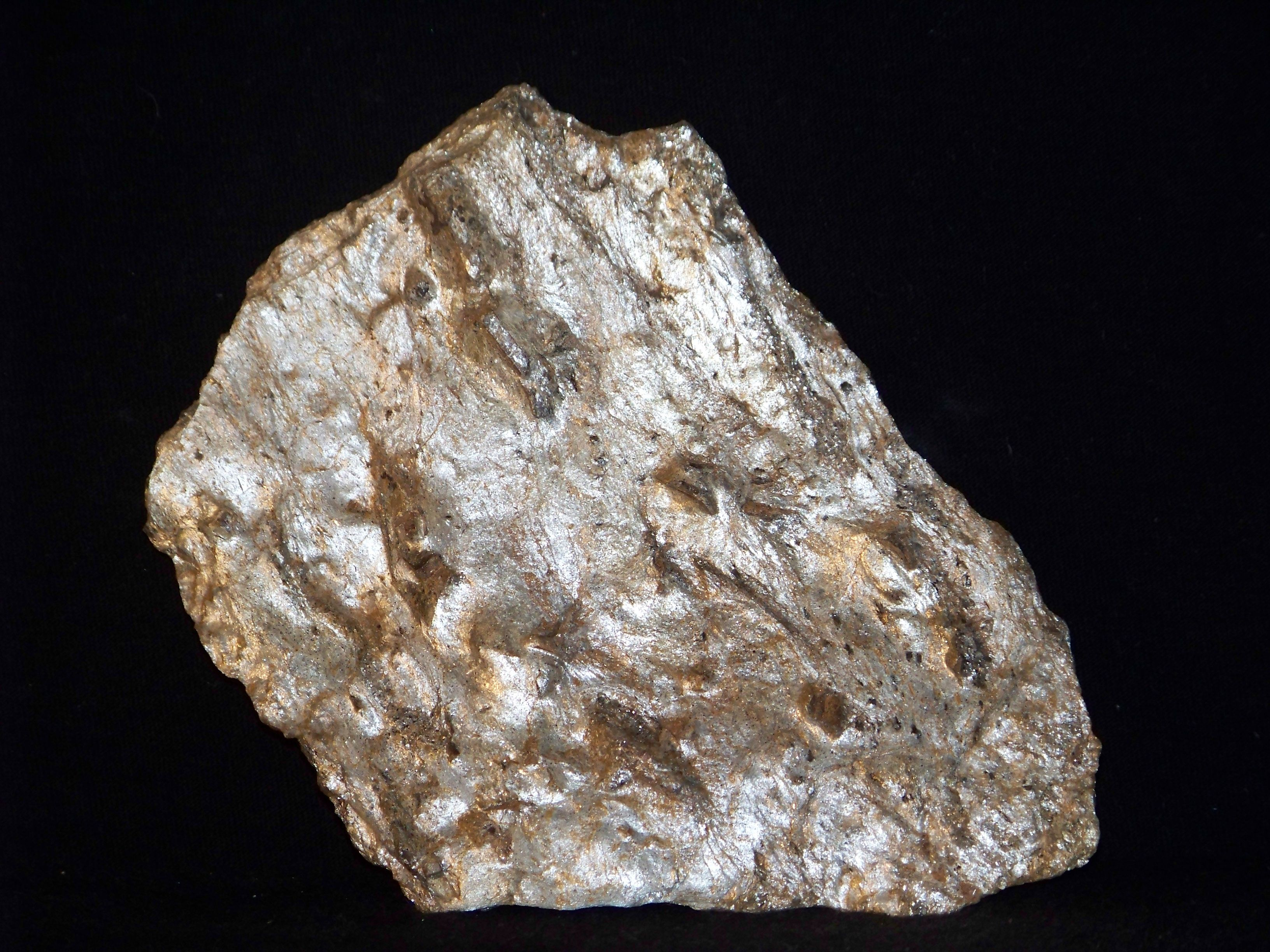
Łupek serycytowy ze staurolitem – przykład metamorfizmu regionalnego (epizona)
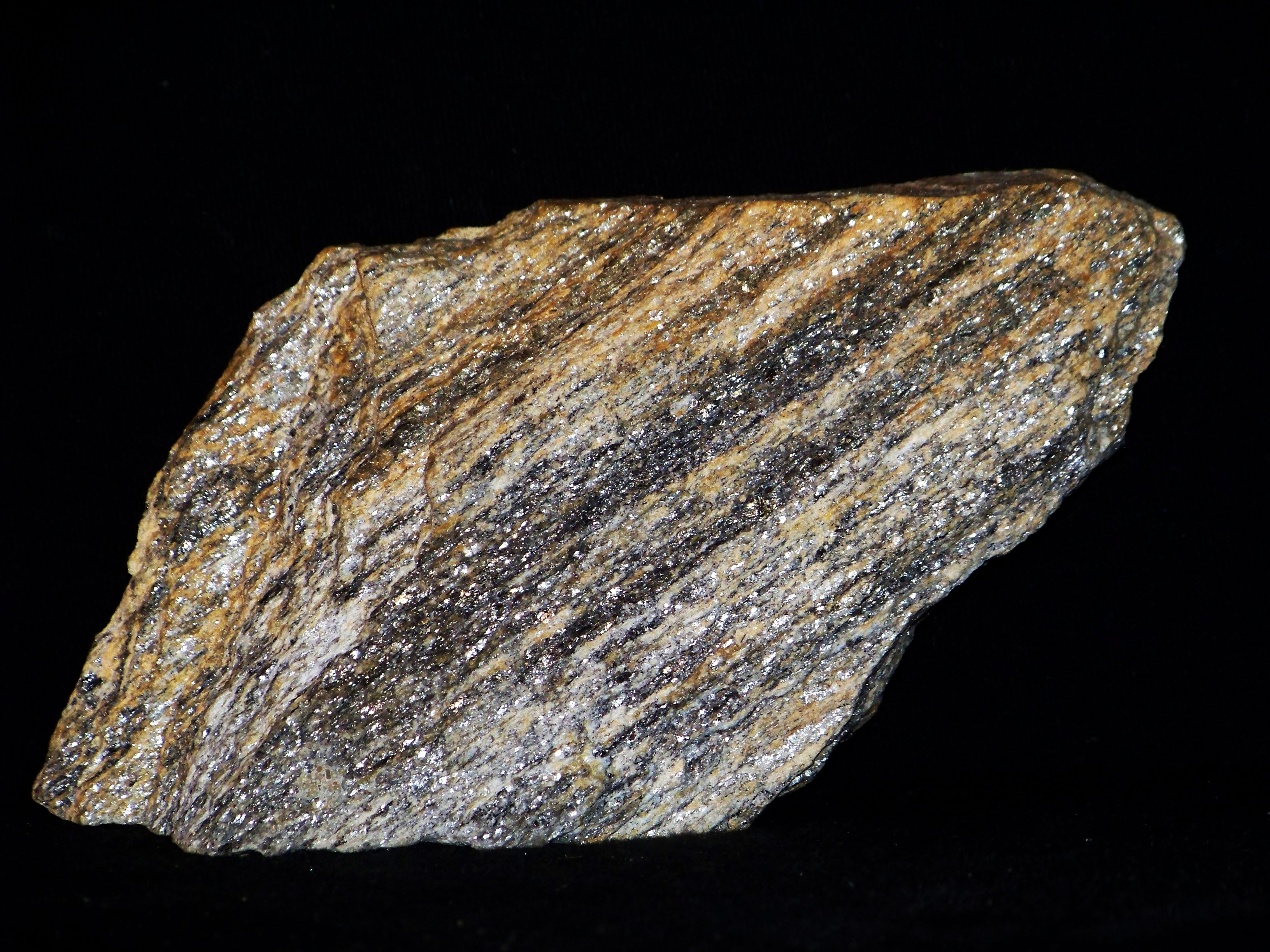
Mylonit (gnejs listewkowy) – przykład metamorfizmu dyslokacyjnego (mezozona)
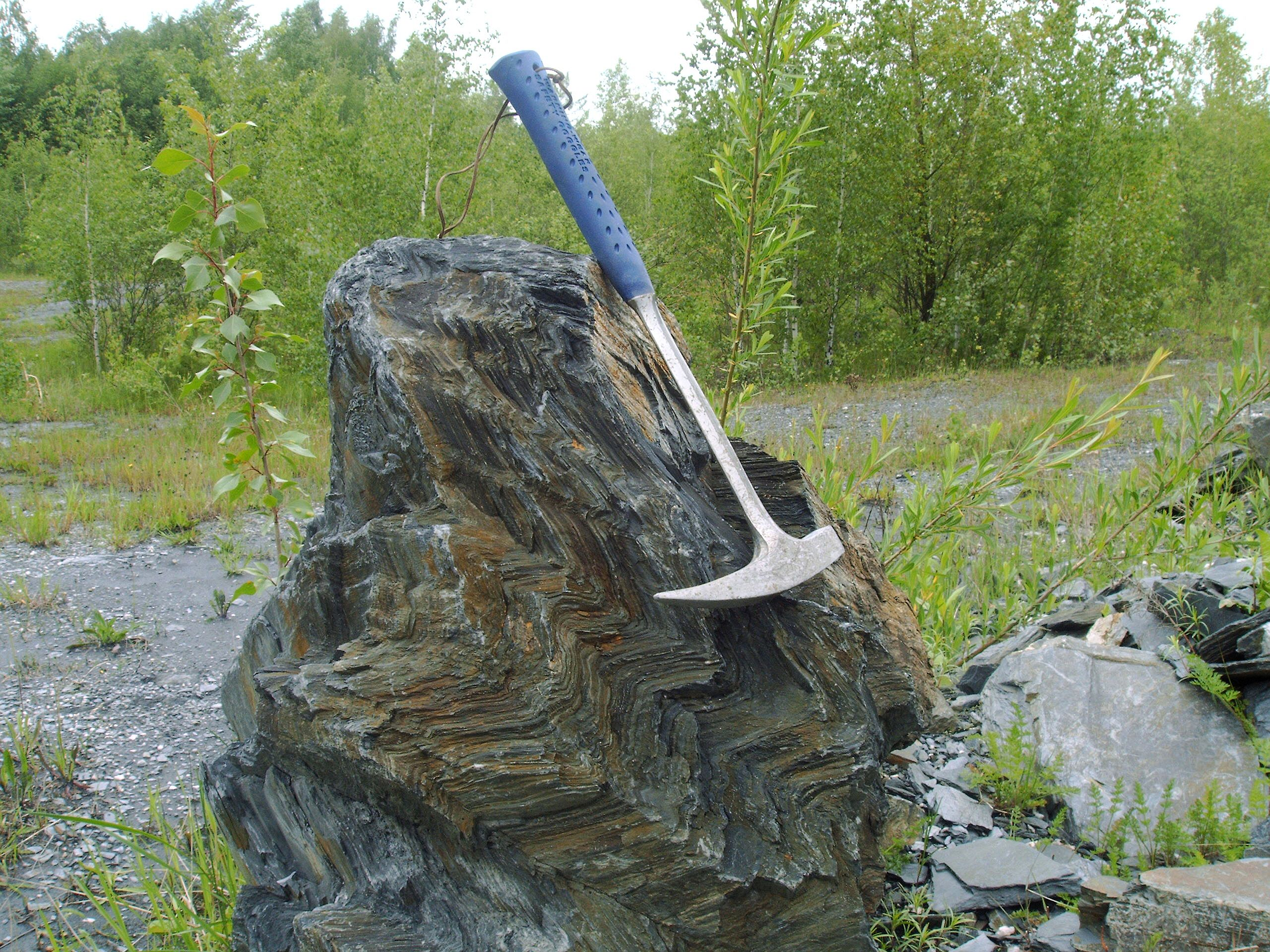
Fyllit – przykład metamorfizmu regionalnego (epizona)
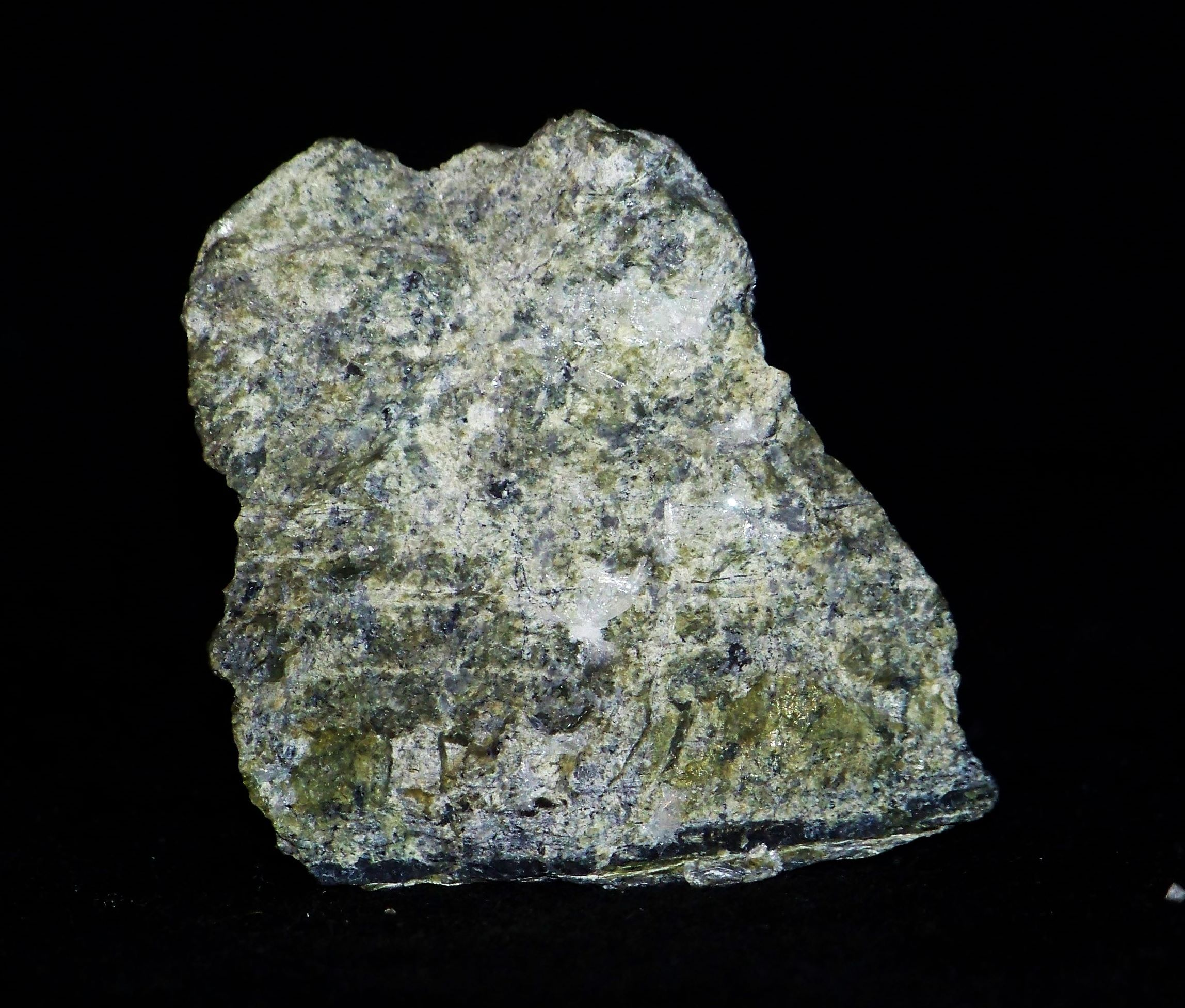
Serpentynit – przykład metamorfizmu metasomatycznego (hydrotermalnego), (mezozona)
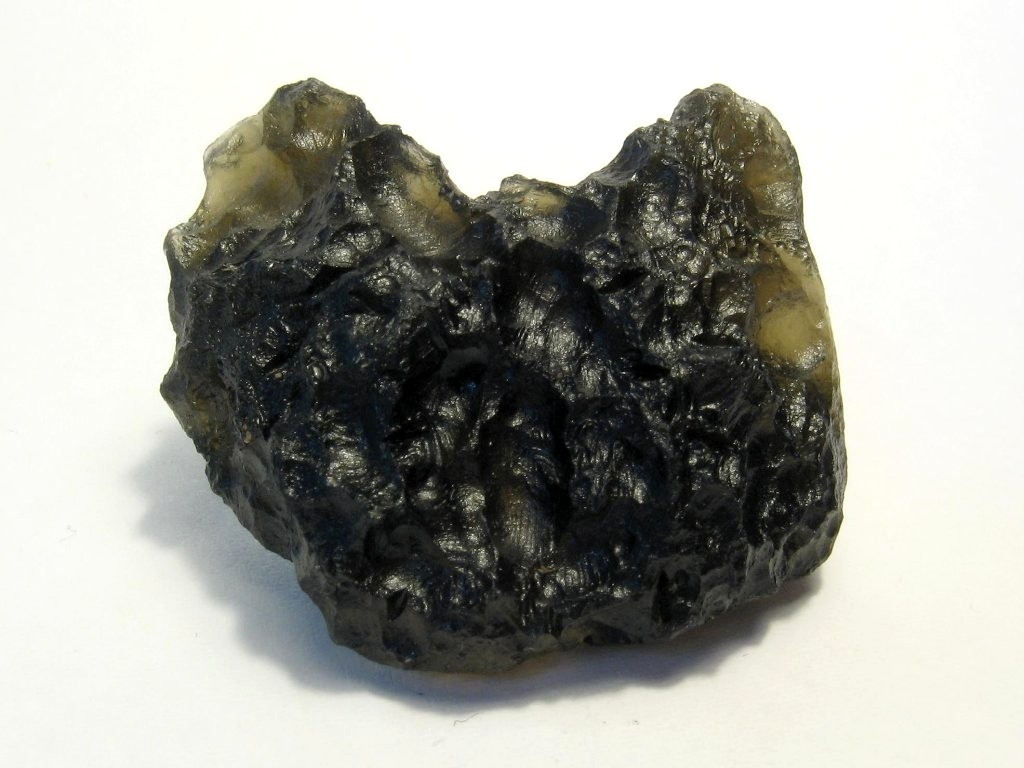
Tektyt – Mołdawit – przykład metamorfizmu szokowego (impaktowego)

## Podział skał metamorficznych

### Podział ze względu na strukturę wewnętrzną
- wykazujące foliację: fyllit, łupek krystaliczny, gnejs, amfibolit, granulit, hornfels, migmatyt
- pozbawione foliacji (struktura granularna): marmur, kwarcyt, zieleniec, amfibolit, eklogit, granulit, hornfels

### Podział ze względu na stopień przeobrażenia
- epizona – strefa najpłytsza 6 – 10 km, od 100 °C do 300 °C
- mezozona – strefa pośrednia 10 – 18 km, od 300 °C do 500 °C
- katazona – strefa najgłębsza 18 – 30 km, od 500 °C do 900 °C

### Podział ze względu nafacje metamorfizmu
- Facje metamorfizmu regionalnego
  - Facja zeolitowa
  - Facja zieleńcowa
  - Facja łupków glaukofanowych
  - Facja almandynowo-amfibolitowa
  - Facja granulitowa
  - Facja eklogitowa
- Facje metamorfizmu kontaktowego
  - Facja albitowo-epidotowo-hornfelsowa
  - Facja hornblendowo-hornfelsowa
  - Facja piroksenowo-hornfelsowa
  - Facja sanidynitowa